# スクリュープレス

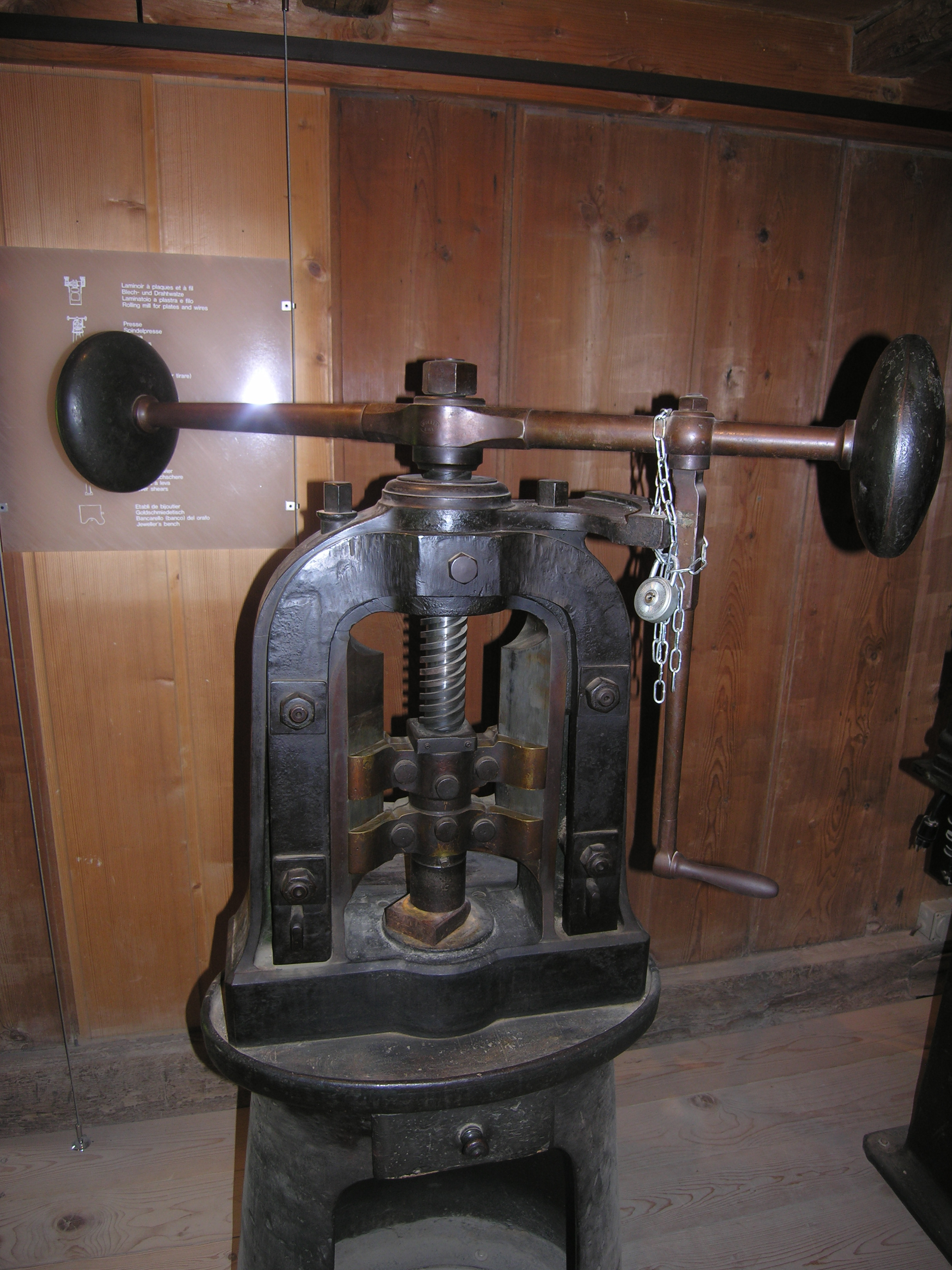
原始的な人力スクリュープレスの例

スクリュープレス（英語：screw press）とは、プレス機械の一種。機械プレスに分類され、日本工業規格（JIS） プレス機械-用語（JIS B 0111）にて「ネジ機構によって1個のスライドを駆動するプレス」と定義される。
モーターなどの動力の回転運動をネジ機構によって往復運動に変換する。上下の切替はネジの回転方向を切り替えて行う。ネジ機構に回転運動を伝達する方法により、摩擦クラッチを介する「フリクション式」、サーボモーターで直接ネジ機構を駆動する「サーボ式」などに細分される。
15世紀に発明された活字印刷機が直接のルーツであり、印刷関係や出版業でプレスの名称が利用されている所以である。もとを遡るとオリーブ油などを搾るための木製ネジ式圧搾機の機構を流用したもの。全てのプレス機械のルーツであるとされる。

## 種類
- ハンドスクリュープレス
- 万力・バイス（機構的にはスクリュープレスそのものであるが、これらは工具の範疇となる。）
- フリクションスクリュープレス
- サーボモーター駆動型

など。